# José Félix Ribas (Aragua)
José Félix Ribas is een gemeente in de Venezolaanse staat Aragua. De gemeente telt 172.000 inwoners. De hoofdplaats is La Victoria.